# Spitalul de neuropsihiatrie (Oradea)
Spitalul de neuropsihiatrie din municipiul Oradea este un monument istoric și de arhitectură. Pavilionul 1 a fost proiectat de arhitectul și antreprenorul Kálmán Rimanóczy (fiul), câștigătorul unui concurs național. Lucrarea a fost realizată în 1902-1903. Clădirea spitalului a fost propusă și realizată în sistem pavilionar.
Având o planimetrie în U, clădirea se desfășoară pe 3 nivele, iar fațada principală este dominată de rezalitul central, deosebit de monumental, nu atât prin elementele decorative, discrete, cât mai ales prin volumetria și alura acestuia.
În anul 2012 pavilionul 1 al spitalului a fost declarat monument istoric, cu codul  BH-II-m-B-21038.